# Stillwaterita
La stillwaterita és un mineral de la classe dels sulfurs. Rep el seu nom de la localitat on va ser descoberta, a Stillwater (Montana, Estats Units).

## Característiques
La stillwaterita és un sulfur de pal·ladi i arsènic, de fórmula química Pd₈As₃. Cristal·litza en el sistema hexagonal. Es troba en forma de diminuts grans anèdrics, de fins a 265 micres. La seva duresa a l'escala de Mohs és 4,5.
Segons la classificació de Nickel-Strunz, la stillwaterita pertany a «02.AC: Aliatges de metal·loides amb PGE» juntament amb els següents minerals: atheneïta, vincentita, arsenopal·ladinita, mertieïta-II, isomertieïta, mertieïta-I, miessiïta, palarstanur, estibiopal·ladinita, menshikovita, majakita, pal·ladoarsenur, pal·ladobismutarsenur, pal·ladodimita, rodarsenur, naldrettita, polkanovita, genkinita, ungavaïta, polarita, borishanskiïta, froodita i iridarsenita.

## Formació i jaciments
Va ser descoberta l'any 1974 a la mina Stillwater, a Nye (Montana, Estats Units). També se n'ha trobat a Finlàndia, Canadà, Noruega, Rússia i Sud-àfrica. Es troba en cossos ignis ultramàfics laminats. Sol trobar-se associada a altres minerals com: or, pal·ladoarsenat, sperrylita, braggita, hol·lingworthita, calcopirita, digenita, pentlandita o pirrotina.